# سیان (صنعاء)
سیان (به عربی: سیان) یک منطقهٔ مسکونی در یمن است که در استان صنعا واقع شده‌است.